# 서대전역 코아루 써밋
서대전역 코아루 써밋(영어: West Daejeon Station Koaroo Summit)은 대한민국 대전광역시 중구 오류동에 위치한 아파트이다.

## 같이 보기
- 대전광역시의 마천루 목록